# Buiikikaesu
Buiikikaesu (jap. ぶっ生き返す) ist das vierte Studioalbum der japanischen Nu-Metal-Band Maximum the Hormone. Es erschien weltweit zeitgleich am 14. März 2007. Bekanntheit erlangte Buiikikaesu vor allem in der Animeszene, da mehrere Lieder des Albums auf den Soundtracks der Animeserien Death Note (What´s up, People?! 絶望ビリー) und Akagi zu hören sind.

## Trackliste
1. Buiikikaesu!! (3:55)
2. Zetsubou Billy (3:44)
3. Kuso Breakin’  No Breakin’ Lily (4:16)
4. Louisiana Bob (3:41)
5. Policeman Benz (4:10)
6. Black Yen Power G Menspy  (2:28)
7. Akagi (2:17)
8. Kyokatsu (3:37)
9. Bikini Sports Ponchin (3:57)
10. What’s up, people?! (4:10)
11. Chu Chu Lovely Muni Muni Mura Mura Purin Purin Boron Nururu Rero Rero (3:06)
12. Shimi (4:18)
13. Koi No Megalover (5:28)

## Singles
- What’s up, people?!
- Koi No Megalover

## Chartpositionen
| Jahr | Chart               | Position |
| ---- | ------------------- | -------- |
| 2007 | Oricon Album Charts | 5        |

## Kritik
Buiikikaesu bekam teilweise sehr schlechte Kritiken. So schrieb Alexey Eremenko von Allmusic:

“Maximum the Hormone’s Bu Ikikaesu sounds like an attempt to adapt the music of Slipknot to the strict confines of the Japanese pop music business.”

„Maximum The Hormone’s Bu Ikikaesu klingt wie ein Versuch, die Musik von Slipknot den strengen Grenzen des japanischen Pop-Musik-Markts anzupassen.“